# Julmust

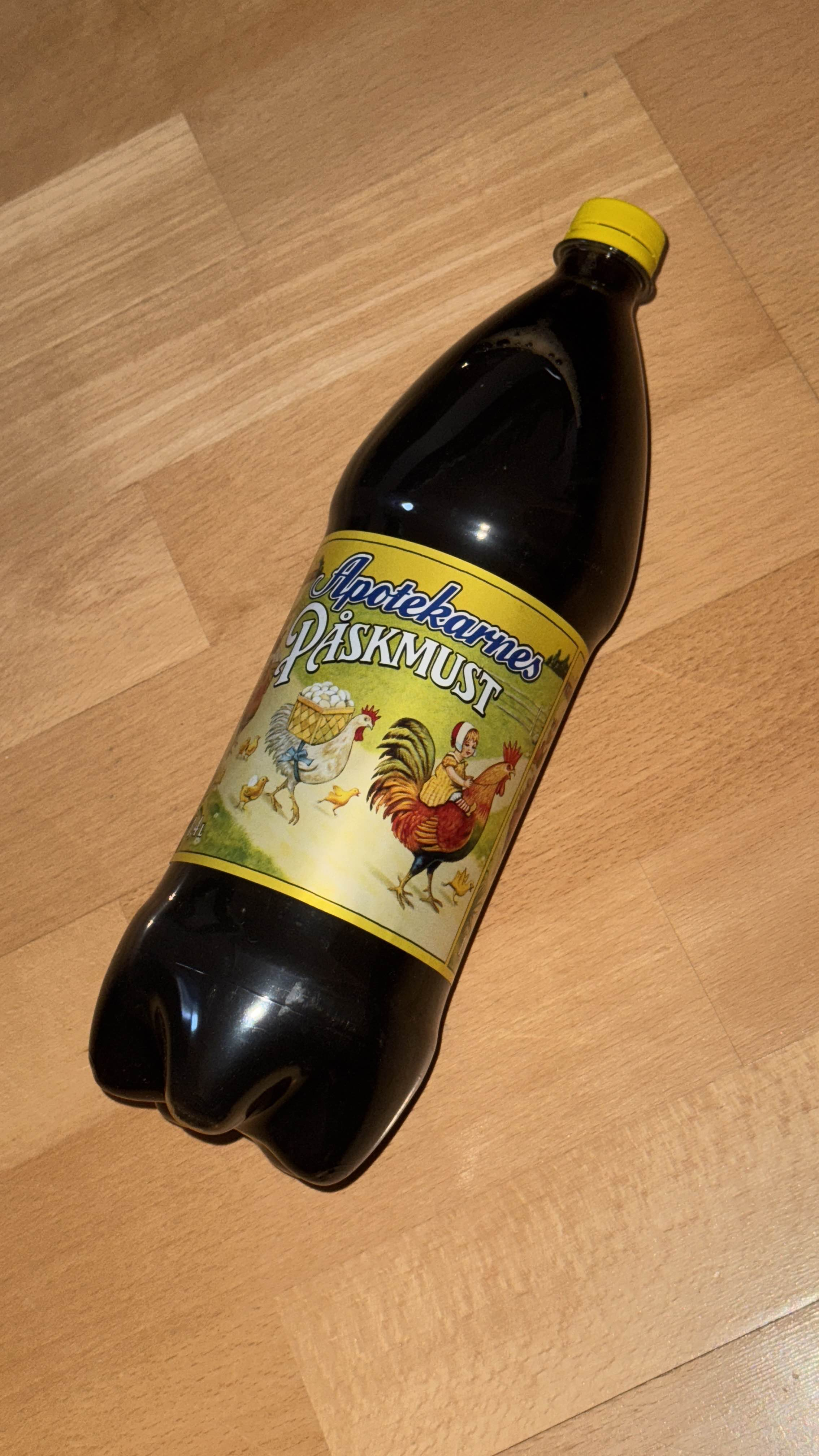
Butelka napoju Julmust w wielkanocnym wydaniu (påskmust)

Julmust (szw. jul „Boże Narodzenie” i ang. must "Potrzeba") – napój bezalkoholowy, który jest spożywany głównie w Szwecji w okresie Bożego Narodzenia. Podczas Wielkanocy nosi nazwę påskmust (od påsk, „Wielkanoc”). Przez resztę roku jest czasami sprzedawany pod nazwą must. Zawartość jest taka sama niezależnie od nazwy marketingowej, a napój jest najbardziej kojarzony z Bożym Narodzeniem. W grudniu spożywa się 45 milionów litrów julmustu. Must został stworzony przez Harry'ego Robertsa i jego ojca Roberta Robertsa w 1910 roku jako bezalkoholowa alternatywa dla piwa.

## Historia
Jego historia sięga początków XX wieku i jest ściśle związana z miastem Örebro oraz rodziną Roberts. Napój zyskał ogromną popularność w czasie świąt Bożego Narodzenia.

### Początki i rozwój
W 1910 roku Harry Roberts, chemik z Örebro, powrócił z Berlina z przepisem na bezalkoholową alternatywę dla piwa. Wraz z ojcem, Robertem, założyli firmę, która początkowo produkowała napój pod nazwą „julöl” (świąteczne piwo). Jednakże sprzedaż była początkowo niewielka. Po nieudanej próbie wprowadzenia całkowitego zakazu alkoholu w 1922 roku, napój zyskał na popularności. Wkrótce zmieniono nazwę na „julmust”, co pomogło w dalszym rozwoju produktu.

## Sekret receptury
Receptura julmustu pozostaje tajemnicą rodziny Roberts. Zawiera ona około 30 składników, w tym ekstrakty z chmielu i słodu, różne przyprawy, aromaty oraz barwnik karmelowy. Esencja tego napoju jest produkowana wyłącznie przez firmę Roberts AB w Örebro i dostarczana do innych browarów, które następnie przygotowują finalny produkt, dodając wodę, cukier i dwutlenek węgla.
Chmiel i ekstrakty słodowe nadają Julmustowi nieco korzenny smak piwa. Niektórzy kupują Julmust w grudniu, aby przechowywać go przez rok przed wypiciem. W 2013 roku pojawiła się plotka, że Unia Europejska zakazała Julmustu z powodu dyrektywy zakazującej sprzedaży napojów słodowych zawierających barwnik karmelowy. Plotka ta okazała się jednak fałszywa, ponieważ Julmust nie jest napojem fermentowanym, a zatem nie jest objęty dyrektywą.

## Konsumpcja i znaczenie
Julmust jest szczególnie popularny w okresie świątecznym. W grudniu konsumuje się około 45 milionów litrów julmustu, co stanowi około 50% całkowitej sprzedaży napojów bezalkoholowych w tym miesiącu. Warto dodać, że julmust i påskmust (wielkanocna wersja) to w zasadzie ten sam napój, różniący się jedynie etykietą.

## Obecnie
Obecnie julmust jest dostępny w różnych wariantach smakowych i jest produkowany przez wiele firm w Szwecji. Jednakże podstawowy smak pochodzi z tej samej tajnej receptury opracowanej przez rodzinę Roberts. Napój ten stał się nieodłącznym elementem szwedzkich tradycji bożonarodzeniowych i jest ceniony zarówno przez dzieci, jak i dorosłych.

## Julmust i Coca-Cola
W Szwecji julmust sprzedaje się lepiej niż Coca-Cola w okresie Bożego Narodzenia; w rzeczywistości spożycie Coca-Coli spada nawet o 50% w okresie świątecznym. Podawano to jako jeden z głównych powodów, dla których The Coca-Cola Company zerwała umowę z lokalnym browarem Pripps i zamiast tego założyła Coca-Cola Drycker Sverige AB. Coca-Cola Drycker Sverige AB produkowała własny julmust, a nazwa The Coca-Cola Company zajmowała tylko niewielką część etykiety. Ich julmust nie był reklamowany aż do 2004 roku, kiedy Coca-Cola zaczęła sprzedawać swój julmust pod marką „Bjäre julmust”, ale kupiła syrop od Roberts AB. Do 2007 roku „Bjäre julmust” sprzedawano wyłącznie w restauracjach McDonald’s, a do Bożego Narodzenia 2008 roku „Bjäre julmust” całkowicie zniknął z oferty Coca-Coli, by powrócić dopiero na Boże Narodzenie 2011 roku.